# Favacal
Favacal é uma localidade situada entre Areias e Alqueidão, pertencente à freguesia de Nossa Senhora da Piedade do Município de Ourém, Portugal. Tem cerca de uma centena de habitantes.

## Demografia e estatistica
Segundos os Censos de 2011, realizados pelo INE, o Favacal tem 100 residentes (52 homens e 48 mulheres) e 89 pessoas como população presente (46 homens e 43 mulheres) que compõe um total de 33 famílias. O lugar é ainda composto por 39 edifícios, compondo assim 40 alojamentos.

## História
Segundo o habitante Carlos Pereira de Sousa, o primeiro habitante chamava-se Gaio um lenhador que ali se instalou[carece de fontes?]. Quanto ao nome, este também refere que poderá estar ligado à expressão "favas com cal", mas sem certeza que tal expressão esteja ligada a algum facto que esteja na origem do nome.

## Localidades vizinhas
- Alqueidão
- Arreias

## Festas e Romarias
O Favacal não tem festas nem romarias própria. No entanto, parte da sua população participa nas celebrações em Alqueidão:
- Festa de Nossa Senhora das Mercês (terceiro fim de semana de Setembro), Alqueidão
- Procissão das velas

## Colectividades
O Favacal não tem coletividade organizada própria. No entanto, parte da sua população participava nas atividades da União Desportiva e Cultural do Alqueidão (cessou atividades em agosto de 2012).